# Robert Wagner (Radsportler)

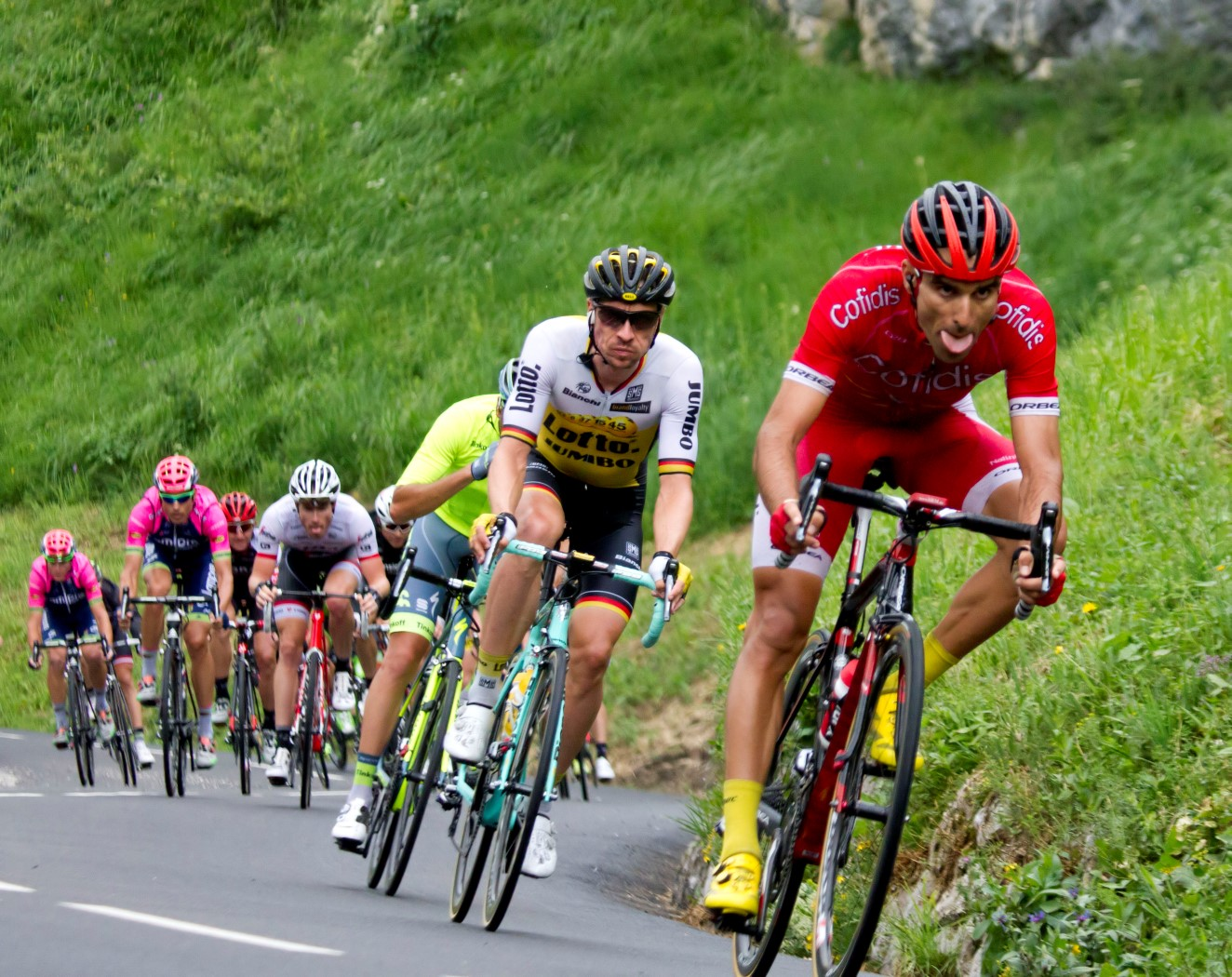
Wagner (2. von vorne) bei der Tour de France 2016

Robert Thomas Wagner (* 17. April 1983 in Magdeburg) ist ein Sportlicher Leiter und ehemaliger deutscher Radrennfahrer.

## Werdegang
Robert Wagner erhielt zu Weihnachten 1992 von seinen Eltern ein Diamant-Rad geschenkt und bestritt im März 1993 sein erstes Radrennen. 2001 konnte er als Juniorenfahrer erste Erfolge feiern.
2005 entschied Robert Wagner eine Etappe der Thüringen-Rundfahrt für sich. 2006 erhielt er beim Continental Team Milram seinen ersten Vertrag bei einem internationalen Radsportteam. 2008 gewann er für das UCI Professional Continental Team Skil-Shimano die Ronde van Noord-Holland und im selben Jahr sowie in den beiden Jahren darauf eine Etappe Delta Tour Zeeland. 2010 siegte er bei einer Etappe der Driedaagse van West-Vlaanderen und der Bayern-Rundfahrt, und er gewann ein weiteres Mal die Ronde van Noord-Holland.
Im Jahr 2011 wechselte Wagner zum UCI ProTeam Leopard-Trek und wurde in Neuwied deutscher Meister im Straßenrennen, indem er sich im Sprint vor Gerald Ciolek und John Degenkolb durchsetzte. Im selben Jahr gewann er mit seiner Mannschaft das Mannschaftszeitfahren der Vuelta a España.
Zur Saison 2013 schloss sich Wagner dem Belkin-Pro Cycling Team, dem späteren Team Jumbo-Visma, an und gewann den Prolog der Ster ZLM Toer.
Im Jahr 2019 wechselte Robert Wagner zusammen mit André Greipel zum Team Arkéa-Samsic. Nach gesundheitlichen Problemen beendete er zum Saisonende seine aktive Radsportlaufbahn und wurde Leiter des neugegründeten U23-Teams von Jumbo-Visma.

## Erfolge
2005
- eine Etappe Thüringen-Rundfahrt

2008
- Ronde van Noord-Holland
- eine Etappe Delta Tour Zeeland

2009
- eine Etappe Delta Tour Zeeland

2010
- eine Etappe Driedaagse van West-Vlaanderen
- Ronde van Noord-Holland
- eine Etappe Bayern-Rundfahrt
- eine Etappe Delta Tour Zeeland

2011
- Deutscher Meister – Straßenrennen
- Mannschaftszeitfahren Vuelta a España

2013
- Prolog Ster ZLM Toer

## Grand-Tour-Platzierungen
| Grand Tour            | 2011 | 2012 | 2013 | 2014 | 2015 | 2016 | 2017 | 2018 | 2019 |
| --------------------- | ---- | ---- | ---- | ---- | ---- | ---- | ---- | ---- | ---- |
| Giro d’ItaliaGiro     | –    | –    | –    | –    | DNF  | –    | –    | –    | –    |
| Tour de FranceTour    | –    | –    | –    | –    | –    | 163  | 164  | –    | –    |
| Vuelta a EspañaVuelta | 161  | –    | 123  | 151  | –    | –    | –    | –    | –    |